# St. Anna (Davensberg)

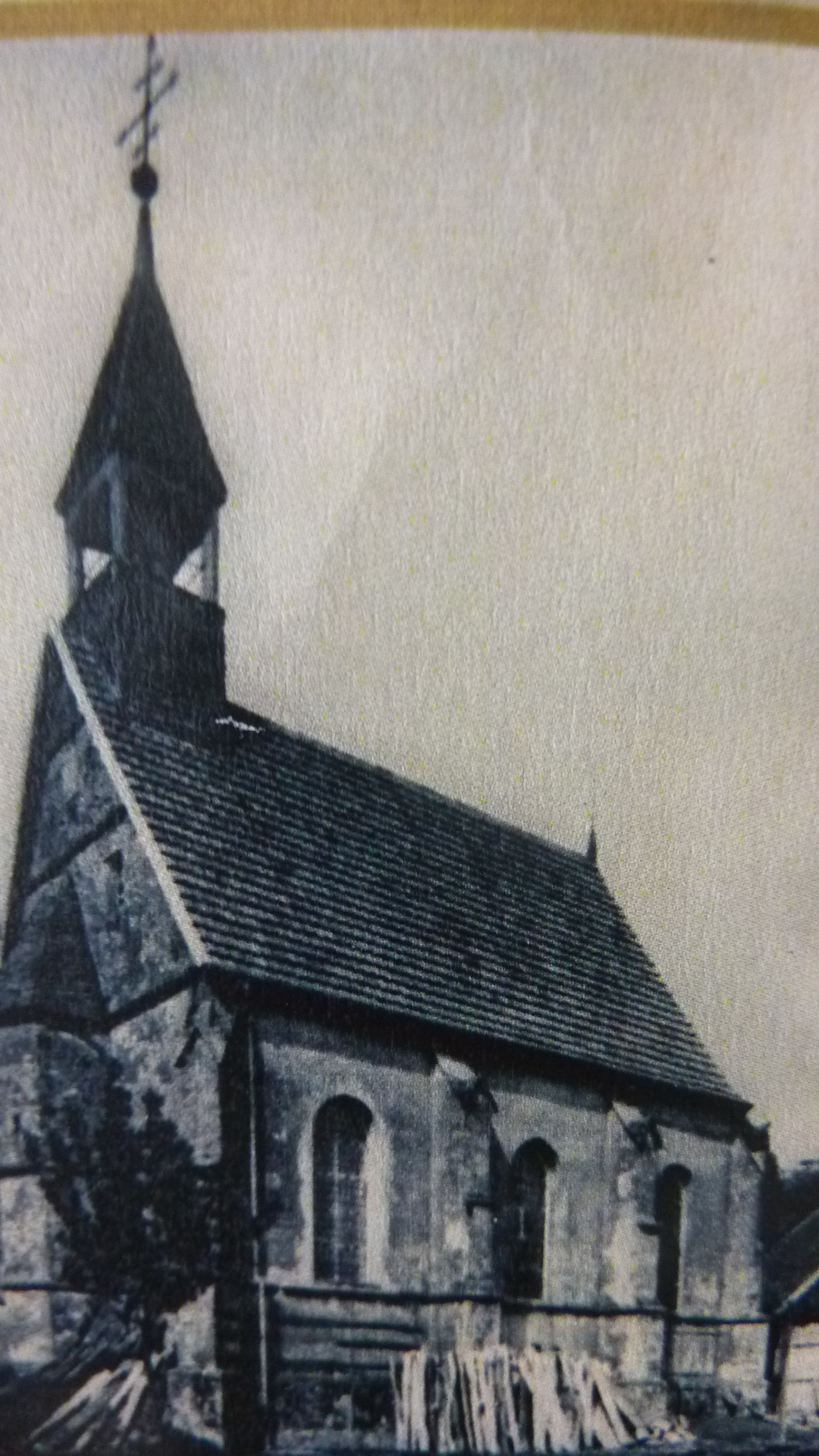
St. Anna in Davensberg um das Jahr 1891

St. Anna in Davensberg ist eine römisch-katholische Pfarrkirche. Die einschiffige spätgotische Saalkirche wurde 1510 fertiggestellt und 1973 erweitert.

## Geschichte
Die Edelherren von Davensberg, Besitzer der Burg Davensberg, wollten die Anfang des 15. Jahrhunderts errichtete baufällige Burgkapelle durch einen Neubau ersetzen und baten dafür Papst Innozenz VIII. um Genehmigung. Am 26. August 1490 erfüllte der Vatikan diesen Wunsch. In den Jahren von 1497 bis 1510 ließ Balthasar von Büren den Bau errichten, der am 13. Januar 1510 durch den Weihbischof Hindricus Schadehet eingeweiht wurde. 
Es ist ein spätgotischer Backsteinbau, der im Jahre 1905 eine Restaurierung erfuhr. Das Westwerk wurde abgerissen und durch zwei neue Joche ersetzt. Dieser Anbau wiederum wurde 1973 abgerissen und durch einen Erweiterungsbau ersetzt, der als neue Hauptkirche dient. Das Werk wurde von dem Dorstener Architekten Manfred Ludes geplant und erstellt. Gleichzeitig mit der Baumaßnahme wurden die Burgkapelle renoviert und ihre Kunstschätze restauriert.

## Innenausstattung

### Kreuzgewölbe mit Anna selbdritt
Der spätgotische Backsteinbau ist ein einschiffiger, zweijochiger Saalbau mit Chorabschluss. Das Innere der Kapelle zeigt ein Kreuzgewölbe, dessen Abschlusssteine Anna selbdritt und das Stifterwappen der Familie von Büren tragen.

### Altarraum und Epitaphaltar

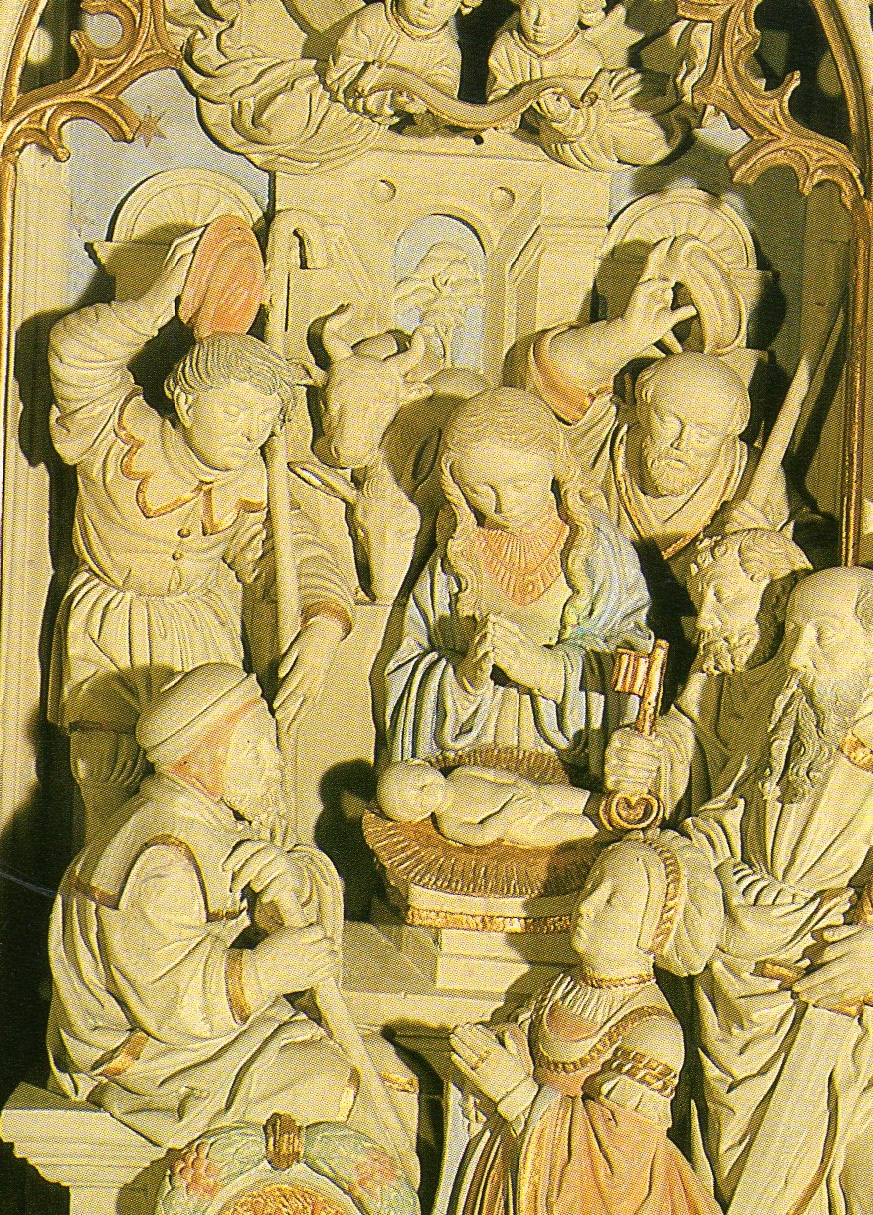
Brabender-Altar St. Anna Davensberg

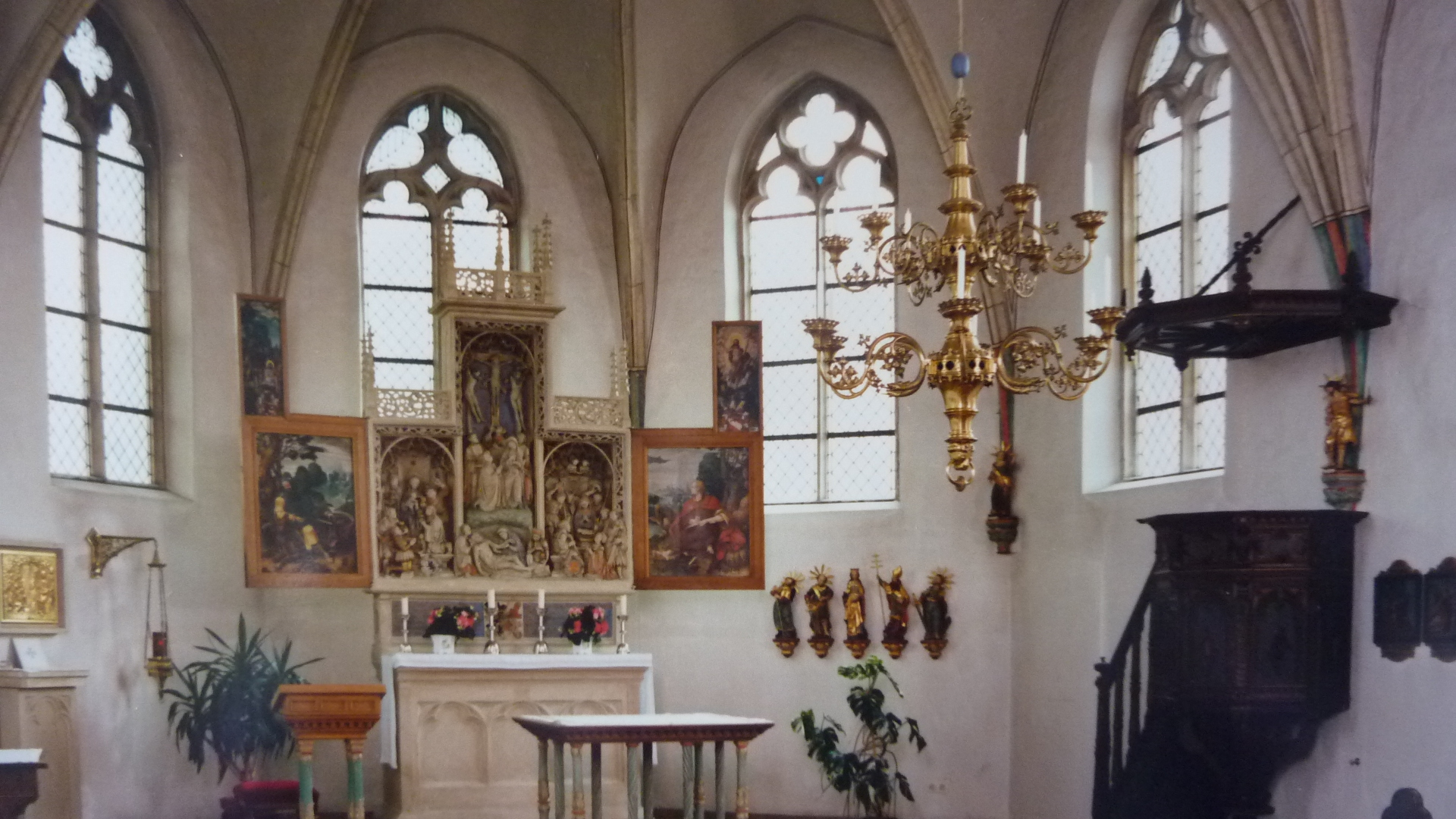
Altarraum St. Anna Davensberg

Das Altarretabel aus Baumberger Kalksandstein mit seinen drei Reliefs der Anbetung der Heiligen Drei Könige, der Geburt sowie Kreuzigung und Grablegung Christi bildet das Hauptausstattungsstück der Pfarrkirche. Der Bildhauer Johann Brabender schuf diesen Altar, den der münstersche Domkellner Melchior von Büren als Memorienstein aufstellen ließ. Das Werk gehört zu den am besten erhaltenen Arbeiten des Bildhauers. Beachtenswert sind noch die beiden 2,30 Meter hohen Steinleuchter aus der Zeit des spätgotischen Neubaus der Kapelle. Die Kanzel gehört zur Renaissancezeit und dürfte aus der zweiten Hälfte des 16. Jahrhunderts stammen.

### Flügelgemälde
Im Jahre 1566 erhielt Hermann tom Ring von dem münsterschen Domherrn Balthasar von Büren den Auftrag zur Schaffung eines Flügelgemäldes. Sein Werk enthält Darstellungen der vier Evangelisten. Es befindet sich seitlich des Retabels. Rings Gemälde sind stilistisch vom spätgotischen Charakter geprägt und zählen zu den letzten großen Werken altwestfälischer Malerei.

### Orgel

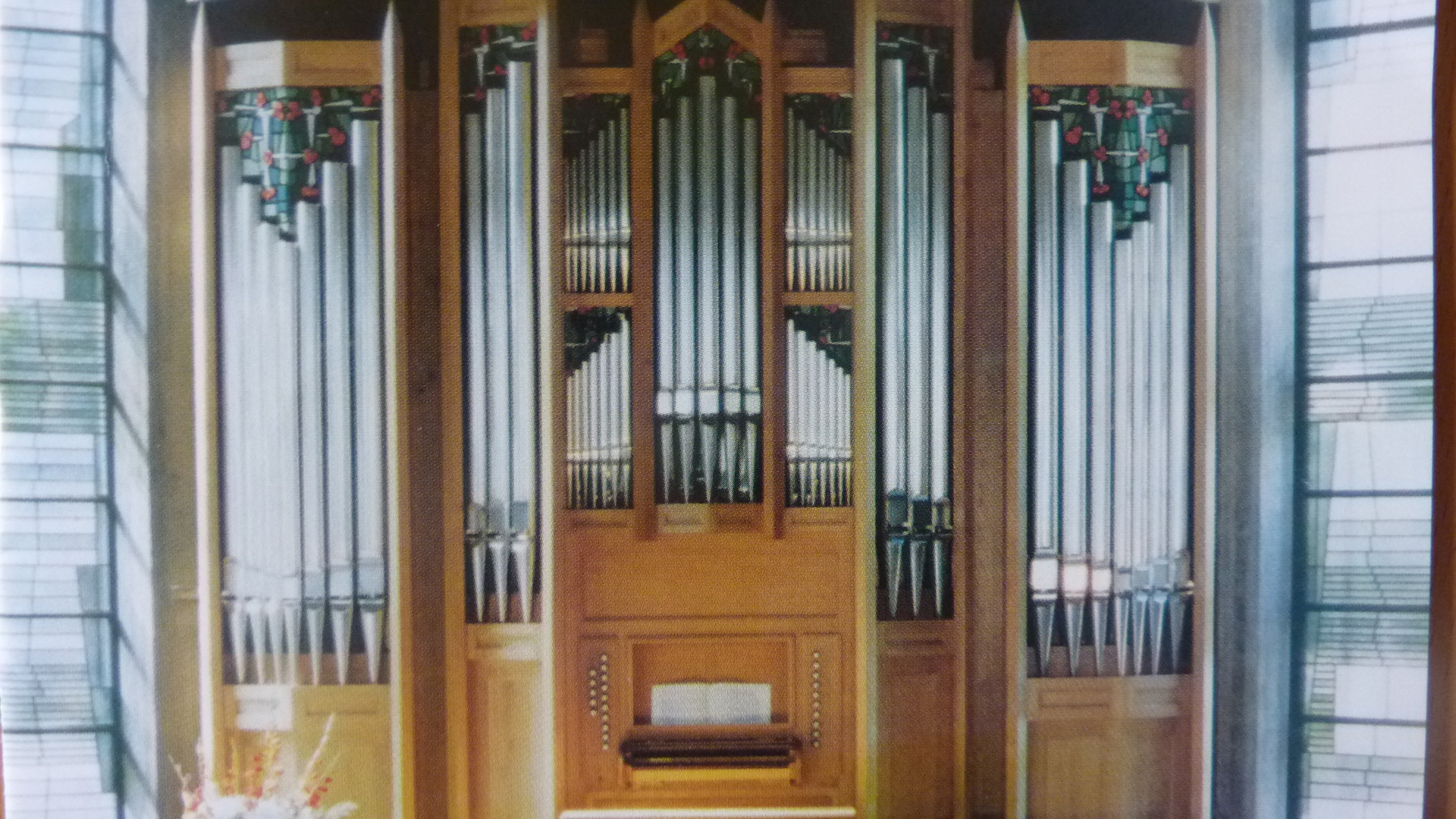
Orgel der St.-Anna-Kirche

Es ist nicht belegt, ob sich in der ursprünglichen Kirche eine Orgel befand. Die im Jahre 1931 angeschaffte Orgel war bis zu den Umbauarbeiten in den Jahren 1973 bis 1974 in Gebrauch. Sie wurde 1975 durch eine Orgel aus der Hauskapelle des Missionshauses in Hiltrup ersetzt.
Weil sich eine Generalüberholung nicht rentierte, wurde 1986 der Beschluss zur Neubeschaffung einer Orgel gefasst. Diese wurde am 8. Juni 1996 durch Bischof Lettmann eingeweiht. Sie ist das Werk des Orgelbaumeisters Siegfried Sauer aus Höxter. Sie hat 1514 Pfeifen und verfügt über eine mechanisch gesteuerte Spiel- und Registertraktur.
Die Disposition der Orgel lautet wie folgt:

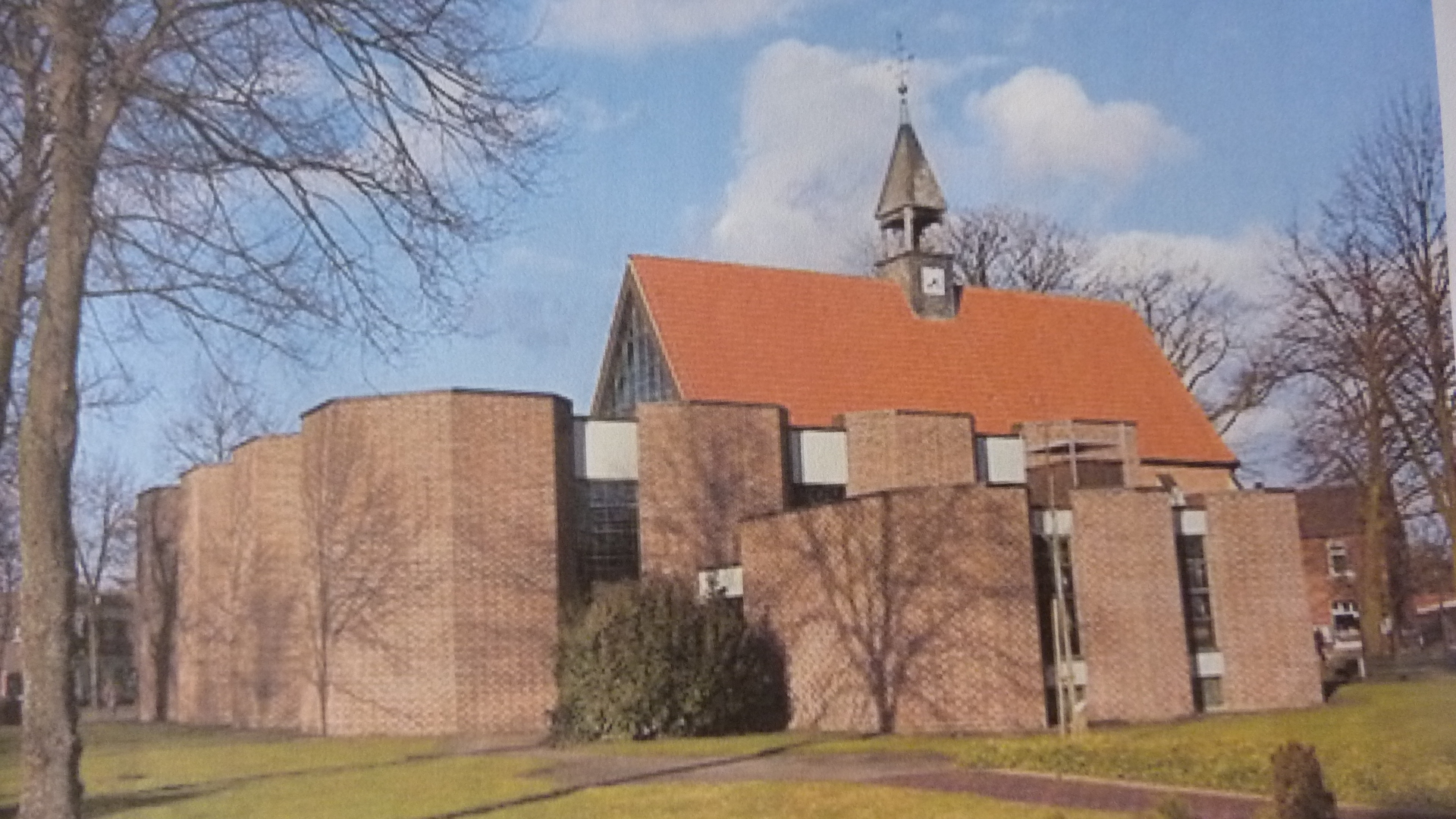
St. Anna mit dem Neubau

| I Hauptwerk C–g3 |             |       |
| 1.               | Gedackt     | 16′   |
| 2.               | Prinzipal   | 8′    |
| 3.               | Gemshorn    | 8′    |
| 4.               | Oktavbass   | 4′    |
| 5.               | Rohrflöte   | 4′    |
| 6.               | Superoktave | 2′    |
| 7.               | Cornet      | 2 ⁄3′ |
| 8.               | Mixtur      | 1 ⁄3′ |
| 9.               | Trompete    | 8′    |
|                  | Tremulant   |       |

| II Schwellwerk C–g3 |            |        |
| 10.                 | Gedackt    | 8′     |
| 11                  | Gamba      | 8′     |
| 12.                 | Prinzipal  | 4′     |
| 13.                 | Blockflöte | 4′     |
| 14.                 | Quinte     | 2 ⁄3′  |
| 15.                 | Spitzflöte | 2′     |
| 16.                 | Terz       | 1 3⁄5′ |
| 17.                 | Scharff    | 1′     |
| 18.                 | Schalmey   | 8′     |
|                     | Tremulant  |        |

| Pedal C–f1 |            |     |
| 19.        | Subbaß     | 16′ |
| 20.        | Oktavbaß   | 8′  |
| 21.        | Gedacktbaß | 8′  |
| 22.        | Choralbaß  | 4′  |
| 23.        | Posaune    | 16′ |

### Glocken
Bei der Einweihung der Kirche im Jahre 1510 gab es schon eine Glocke. Die spätere Glocke aus dem Jahre 1694 ist Ende des 18. Jahrhunderts zerborsten. Sie wurde durch eine Glocke aus Nordkirchen ersetzt. Die jetzige Glocke stammt aus dem Jahre 1824. Sie wurde während des Zweiten Weltkrieges für Kriegswaffenzwecke konfisziert und kam unversehrt nach Davensberg zurück. Anfang Dezember 2012 brach der 5,5 kg schwere Klöppel aus der Halterung. Am 10. Januar 2013 wurde die 85 kg schwere Glocke abmontiert, repariert und am 19. März 2013 wieder in Betrieb genommen.

### Sonstiges

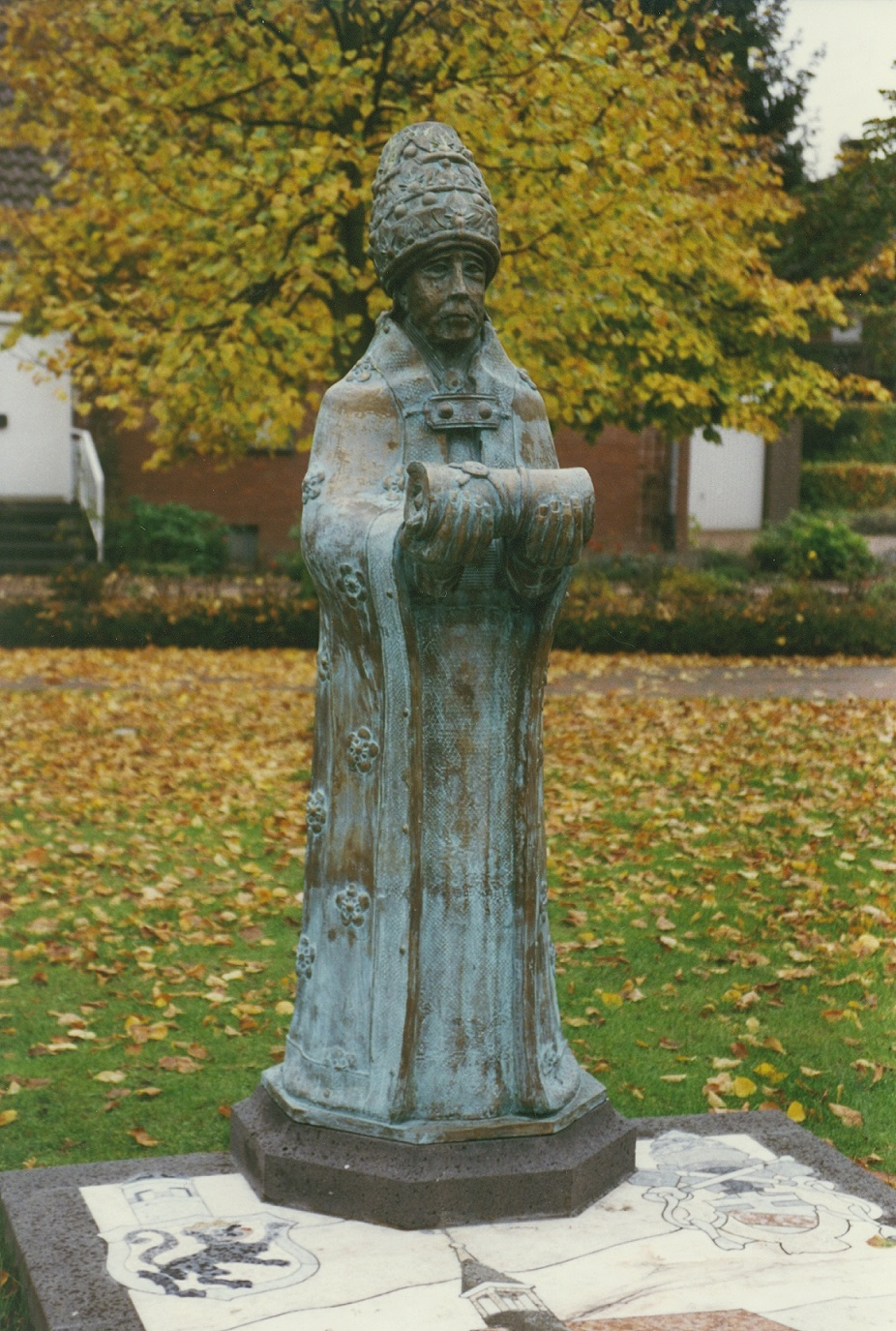
Denkmal für Papst Innozenz VIII.

Auf Anregung des Heimatvereins Davensberg wurde am 24. Februar 1995 neben der Kirche ein Denkmal für Papst Innozenz VIII. eingeweiht. Er hatte mit Urkunde vom 26. August 1490 die Errichtung der St.-Anna-Kirche in Davensberg genehmigt. Dies ist das einzige Denkmal in Deutschland, das für ihn geschaffen wurde. Darüber entbrannte eine kontroverse Diskussion, weil das Lebenswerk dieses Papstes mit dem Beginn der Hexenverfolgungen verbunden ist. In Davensberg hatten diese Hexenverfolgungen eine besonders starke Ausprägung.